# Via di Capaccio
Via di Capaccio è una strada del centro storico di Firenze, situata tra via delle Terme e il vicolo della Seta angolo piazza del Mercato Nuovo. Lungo il tracciato, a est, vi innesta la volta dei Mercanti.

## Storia
Il nome della strada, di antica origine, ricorda come in questo luogo terminasse l'acquedotto proveniente in età romana dalla Val di Marina (Calenzano). Qui si trovava un serbatoio o cisterna di distribuzione detta il caput aquae, da cui sarebbe derivato per storpiatura popolare "Capaccio". Questa origine viene ricordata già da Giovanni Villani, a testimoniare l'antichità della denominazione: «In Firenze facevano capo le dette fontane a uno grande palagio che si chiamava termine, capud aque, ma noi in nostro volgare si chiamò Capaccia». 

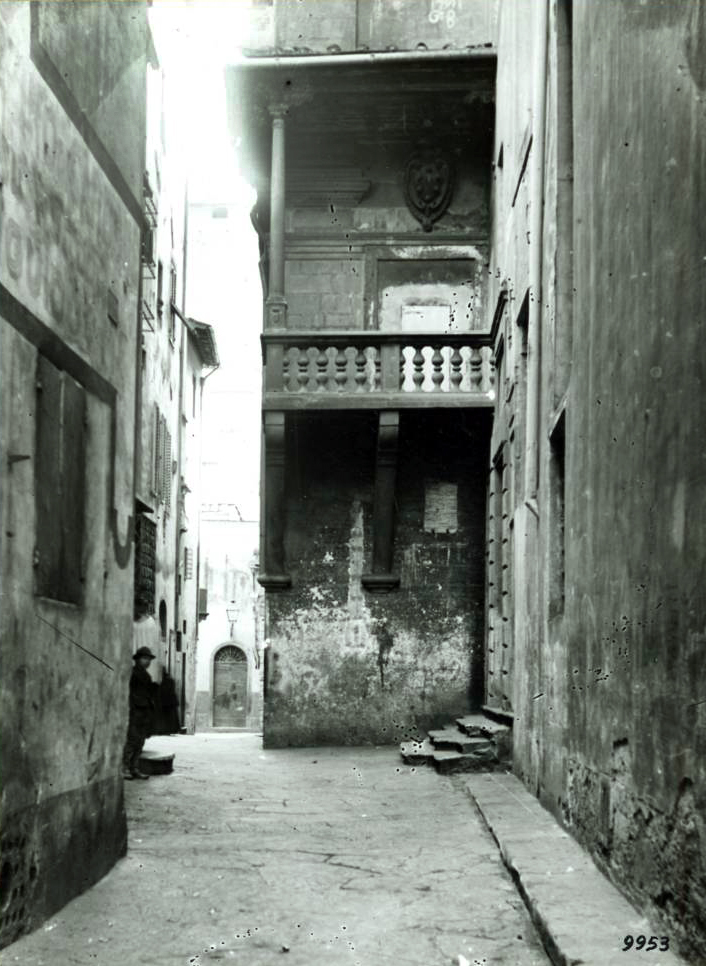
Via di Capaccio vista da piazza del Mercato Nuovo, verso il 1880, quando si valutava se inserirla o meno nel piano di Risanamento

In relazione a tale impianto idrico erano presenti in città alcuni stabilimenti termali, ampliati probabilmente in epoca adrianea, disposti lungo l'asse dell'acquedotto: a nord uno fuori dalla porta Aquilonia, al centro della città le terme Capitoline dietro il foro, e infine a sud fuori dalla porta detta poi di Santa Maria. Di queste ultime in particolare restò viva la memoria nella denominazione di via delle Terme, e la loro presenza venne confermata da ritrovamenti archeologici proprio nella zona di via di Capaccio, che hanno messo in luce vari ambienti, resti di pavimentazioni, di rivestimenti e basi di colonne.
Oltre a questa radicata ipotesi, lo Stradario storico e amministrativo del Comune di Firenze del 1913 annota anche come, per altri studiosi, la denominazione avesse avuto origine «da un podere qui attorno, chiamato Campo di Puccio e di poi, per corruzione Capaccio». 
Altre precedenti titolazioni quali via dell'Arte della Seta e via del Monte Comune facevano riferimento alle istituzioni che qui avevano sede (nei locali dell'Arte della Seta e di Parte Guelfa aveva infatti preso stanza nel 1557 il Monte Comune). 
La strada, posta a ridosso di via Por Santa Maria, fu esclusa per poco dal "risanamento" ottocentesco, ma si trovò al limitare dell'area distrutta dalle mine poste dall'esercito tedesco in ritirata nell'agosto del 1944, per cui da un lato è fiancheggiata da edifici antichi e di grande storia (il palagio di Parte Guelfa e il palazzo dell'Arte della Seta), dall'altro dal retro del moderno edificio della Borsa Merci. La ricostruzione della strada fu al tempo lungamente discussa, visto che in questo caso le distruzione avevano avuto il pregio di mettere in piena luce il complesso degli edifici antichi. Echi di tali polemiche sopravvivono ancora nel repertorio di Bargellini e Guarnieri: "quando le mine tedesche, nel 1944, distrussero le case di Por Santa Maria ad un cumulo di macerie, anche la via di Capaccio fu cancellata e venne in piena luce la bellissima architettura brunelleschiana della parte tergale del palazzo di Parte Guelfa. Invano si sperò che al posto della via di Capaccio fosse lasciata una piazza e che all'Arnolfo del Palazzo Vecchio facesse specchio il Brunelleschi del palazzo di Parte Guelfa. Nonostante richieste, polemiche e proteste, si volle ricostruire la brutta quinta degli edifici moderni, e via di Capaccio divenne un'insipida striscia di lastrico, dal quale si può a stento vedere, oltre alla serena architettura brunelleschiana, la loggetta costruita da Giorgio Vasari, nel Cinquecento, per conto di Cosimo I". Il testo si riferisce al magro contentino dato dall'apertura della volta dei Mercanti che, nonostante venisse abbellita di opere d'arte quali il rilievo monumnetale della Filatrice di Quinto Martini, divenne un passaggio scarsamente notato e tantomeno frequentato dal passaggio pedonale.
La via infatti ha attualmente carattere del tutto secondario, e che le bellezze che conserva difficilmente hanno modo di mostrarsi ai più.

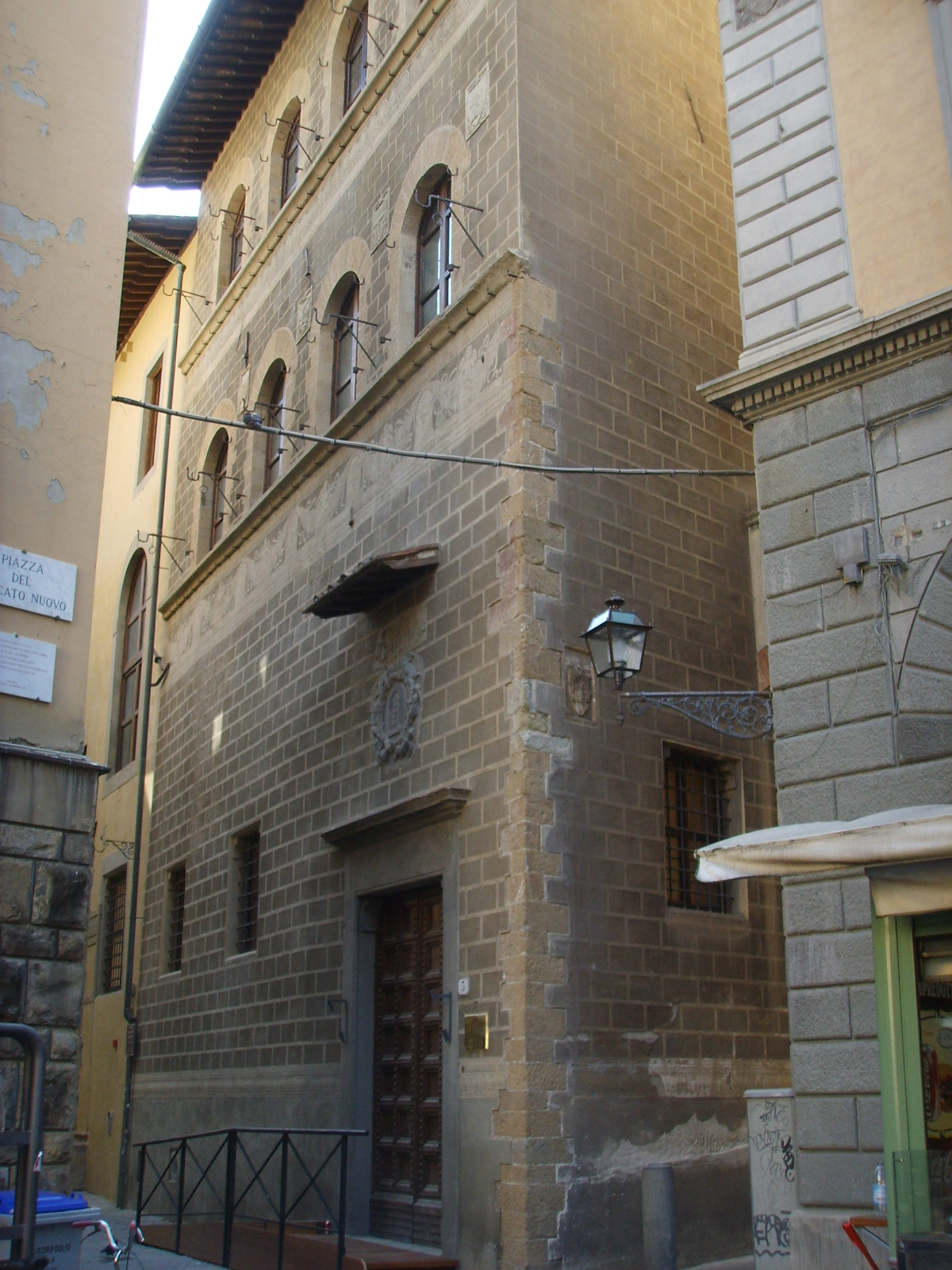
Palazzo dell'Arte della Seta

## Descrizione
Su via di Capaccio si affacciano l'ala quattrocentesca del palazzo di Parte Guelfa, attribuita a Brunelleschi, con la loggetta e il portale del Monte Comune di Giorgio Vasari, il trecentesco palazzo dell'Arte della Seta e il retro della Borsa Merci.
Nella strada, sul palagio di Parte Guelfa vicino alla cantonata con via delle Terme, si trovava un tabernacolo con edicola lignea contenente una testa di Madonna annunciata dipinta su tavola e forse databile al XVIII secolo. Danneggiato dall'alluvione di Firenze, se ne salvo solo la tavoletta dipinta che, sebbene restaurata, da allora è conservata nei depositi dal Museo Bardini.

## Bibliografia

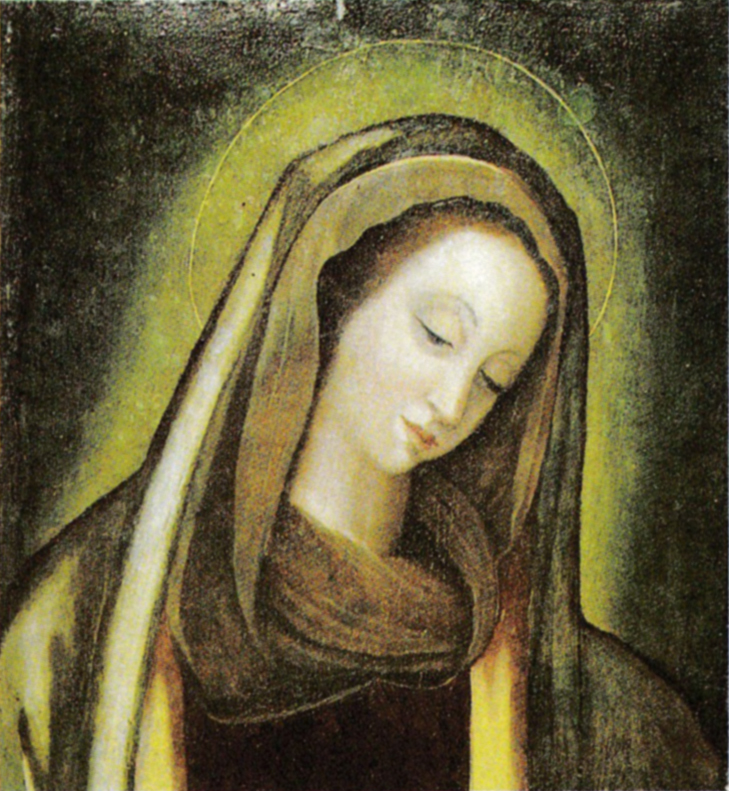
Immagine devozionale già nel tabernacolo di via di Capaccio